# The Collection (álbum de Liza Minnelli)
The Collection é uma coletânea musical da cantora e atriz estadunidense Liza Minnelli. Lançada em 1998, abrange os quatro álbuns lançados por Minnelli durante seu contrato com a gravadora A&M Records.
A compilação foi elaborada pela Spectrum Music, uma divisão da gravadora PolyGram, e tem quatro álbuns de Liza Minnelli como fonte para a feição de sua lista de faixas, a saber: Liza Minnelli (1968), Come Saturday Morning (1969), New Feelin' (1970) e o álbum ao vivo Live at the Olympia in Paris (1972).
Os álbuns mencionados abrangem o período em que Minnelli estava sob contrato com a A&M Records, destacando a complexidade de sua carreira musical que se estendeu por várias gravadoras, incluindo a Capitol Records e a Columbia Records.
A carreira de gravação de Minnelli foi marcada por desafios, uma vez que sua sensibilidade musical se alinhava mais com uma época anterior à ascensão do rock. A estratégia inicial da A&M Records de gravar covers de sucessos pop da época, como "The Look of Love" e "Leavin' on a Jet Plane", não obteve sucesso, refletindo um dilema compartilhado por muitos artistas daquela época.
O álbum New Feelin' foi um ponto de virada, no qual a A&M Records optou por trazer Minnelli de volta ao Great American Songbook, mas com arranjos de blues-rock desconcertantes, resultando em uma abordagem musical peculiar e não convencional.
Além disso, o álbum ao vivo Live at the Olympia in Paris, destaca as performances de Minnelli nas músicas-título de "Cabaret" e "Liza (With a 'Z')", oferecendo ao ouvinte uma visão abrangente da evolução musical da artista ao longo dos anos.
As resenhas dos críticos especializados em música foram favoráveis, mas o álbum falhou em aparecer em paradas de sucesso.

## Recepção crítica
| Críticas profissionais | Críticas profissionais |
| Avaliações da crítica  | Avaliações da crítica  |
| Fonte                  | Avaliação              |
| ---------------------- | ---------------------- |
| AllMusic               | [ 1 ]                  |

William Ruhlmann, do site AllMusic, avaliou com três estrelas de cinco, mas apesar da boa qualificação, pontuou que as faixas pareciam ter sido escolhidas aleatoriamente. Ao mesmo tempo, criticou as canções, sobretudo as do álbum New Feelin', de 1972, cujos arranjos de blues-rock pareciam incongruentes para as faixas. Ruhlmann concluiu sua resenha afirmando que as faixas, em seus álbuns originais, já tinham diversos problemas e na feição de uma compilação precisavam ser apresentadas com cuidado para mostrá-la da melhor forma, o que, segundo ele, não aconteceu.

## Desempenho comercial
Comercialmente, falhou em aparecer na parada Billboard 200.

## Lista de faixas
- Créditos adaptados do CD The Collection, de 1995.[13]

| N.º | Título                                | Compositor(es)                                       | Álbum                        | Duração |  |
| 1.  | "Cabaret"                             | Fred Ebb, John Kander                                | Live at the Olympia in Paris | 4:29    |  |
| 2.  | "The Look of Love"                    | Hal David, Burt Bacharach                            | Liza Minnelli                | 3:35    |  |
| 3.  | "On a Slow Boat to China"             | Frank Loesser                                        | Come Saturday Morning        | 3:18    |  |
| 4.  | "The Man I Love"                      | George Gershwin, Ira Gershwin                        | New Feelin'                  | 2:45    |  |
| 5.  | "Stormy Weather"                      | Harold Arlen, Ted Koehler                            | New Feelin'                  | 2:40    |  |
| 6.  | "Leavin' on Jet Plane"                | John Denver                                          | Come Saturday Morning        | 3:15    |  |
| 7.  | "Liza with a "Z""                     | F. Ebb, J. Kander                                    | Live at the Olympia in Paris | 3:46    |  |
| 8.  | "Everybody's Talkin'"                 | Fred Neil / James Rado, Gerome Ragni, Galt MacDermot | Live at the Olympia in Paris | 3:06    |  |
| 9.  | "Come Rain or Come Shine"             | H. Arlen, Johnny Mercer                              | New Feelin'                  | 3:12    |  |
| 10. | "Love Story"                          | Randy Newman                                         | Come Saturday Morning        | 2:29    |  |
| 11. | "Love for Sale"                       | Cole Porter                                          | New Feelin'                  | 2:35    |  |
| 12. | "Can't Help Lovin' that Man"          | Oscar Hammerstein, Jerome Kern                       | New Feelin'                  | 2:35    |  |
| 13. | "I Will Wait for You"                 | Norman Gimbel, Michel Legrand                        | Live at the Olympia in Paris | 3:40    |  |
| 14. | "Nevertheless (I'm in Love with You)" | Bert Kalmar, Harry Ruby                              | Come Saturday Morning        | 2:52    |  |
| 15. | "For No One"                          | John Lennon, Paul McCartney                          | Liza Minnelli                | 2:28    |  |
| 16. | "MacArthur Park / Didn't We"          | Jimmy Webb                                           | Come Saturday Morning        | 4:08    |  |
| 17. | "Lazy Bones"                          | Johnny Mercer, Hoagy Carmichael                      | New Feelin'                  | 2:32    |  |
| 18. | "God Bless the Child"                 | Billie Holiday, Arthur Herzog                        | New Feelin'                  | 3:30    |  |
| 19. | "Maybe This Time"                     | Fred Ebb, John Kander                                | New Feelin'                  | 3;12    |  |
| 20. | "How Long Has This Been Going On?"    | G. Gershwin, I. Gershwin                             | New Feelin'                  | 3:03    |  |